# Masaigiraffe
De masaigiraffe of masaigiraf, ook wel bekend als de kilimanjarogiraffe, (Giraffa tippelskirchi) is een van de grootste soorten uit het geslacht van de giraffen en het langste landzoogdier. Het dier komt voor in Kenia en Tanzania. Dit taxon werd voorheen, als Giraffa camelopardalis tippelskirchi, ook wel opgevat als ondersoort van de noordelijke giraffe.

## Ondersoorten
Over de indeling in soorten en ondersoorten bestaat geen consensus onder dierkundigen. Wilson & Reeder houden vast aan slechts één soort Giraffa camelopardalis, verdeeld in zes ondersoorten. Er zijn ook onderzoeken waaruit bleek dat de masaigiraffe als afzonderlijke soort (Giraffa tippelskirchi) kan worden beschouwd. Sommige onderzoekers onderscheiden daarbinnen weer twee ondersoorten: G.t. tippelskirchi en G. t. thornicrofti (Thornicrofts giraffe). Onderzoek gepubliceerd in 2016 wees uit dat de laatste een conspecifiek ecotype van de masaigiraffe is.

## Beschrijving
De masaigiraffe heeft gekartelde vlekken op zijn lichaam. Het heeft ook een kort plukje haar aan de staart. Op de benige uitsteeksels aan de schedel van het mannetje kunnen tot vijf geweiaftakkingen ontstaan. De vlekken van het dominante mannetje zijn vaak donkerder dan die van de andere leden van zijn kudde.
Volwassen mannetjes worden ongeveer 6 meter hoog, hoewel er gevallen bekend zijn van giraffes die de 6,5 meter haalden. Vrouwtjes zijn meestal wat kleiner, rond de 5 tot 5,5 meter hoog. De poten en nek hebben een lengte van 2 meter en het hart weegt 12 kilogram.

## Gedrag
De masaigiraffe heeft geen speciaal seizoen waarin de jongen worden geboren en vrouwtjes kunnen vanaf de leeftijd van vier jaar drachtig worden. De jongen worden geboren terwijl de moeder rechtstaat. Het duurt 2 tot 6 uur voordat een giraffenjong geboren is. Ongeveer 50 tot 75 procent van de kalveren sterft tijdens de eerste paar maanden na de geboorte. Hoewel er dus een hoog sterftecijfer is onder de jonge giraffes proberen de moeders de jongen te redden van een aanvaller, zoals een hyena of een leeuw, door met de scherpe hoeven te slaan. De aanvaller kan daardoor dodelijke verwondingen oplopen. De trap van de masaigiraffe is hard en kan de schedel van een leeuw verbrijzelen.

## Status
Omdat over de indeling in soorten geen consensus bestaat onder dierkundigen, levert de literatuur over de diverse soorten, ondersoorten of rassen giraffen een verwarrend beeld. Volgens de specialisten van de IUCN in 2016 is verder DNA-onderzoek vereist voor een indeling waarover consensus mogelijk is. Wel is uit onderzoek uit 2015/16 bekend hoe het met de verschillende (onder-)soorten is gesteld. In de periode 1977-1980 waren er nog meer dan 66 duizend individuen van de ondersoort Giraffa tippelskirchi tippelskirchi, dit aantal in met 52% gedaald en bedroeg in 2015 nog 31.611 dieren. Thornicrofts giraffe (Giraffa tippelskirchi thornicrofti) bleef stabiel in die periode met ongeveer 600 dieren.
In 2018 heeft de IUCN deze soort ingedeeld in de categorie bedreigd, omdat de populatie sterk gedaald is.

## Galerij

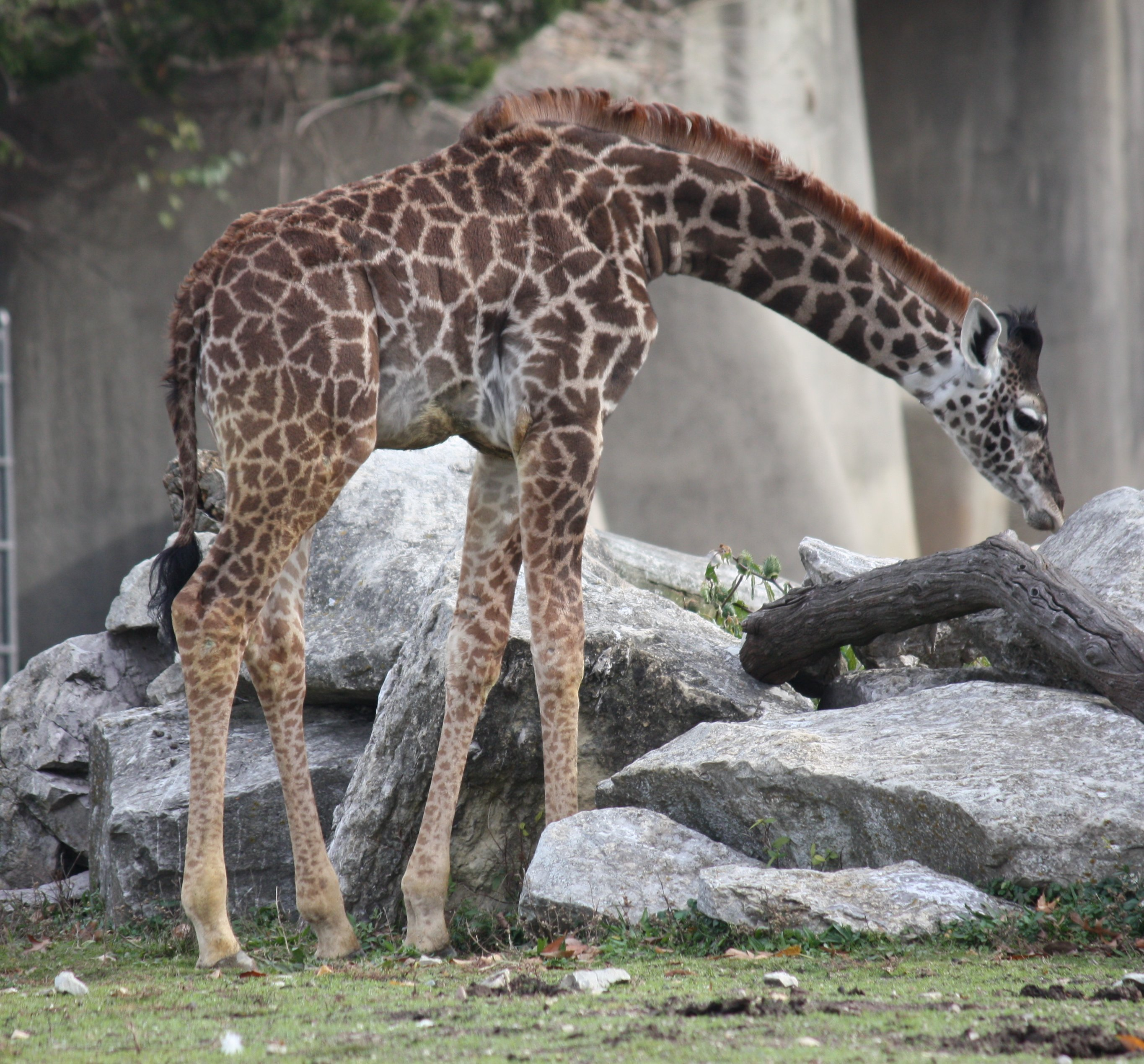
Jong masaigirafje
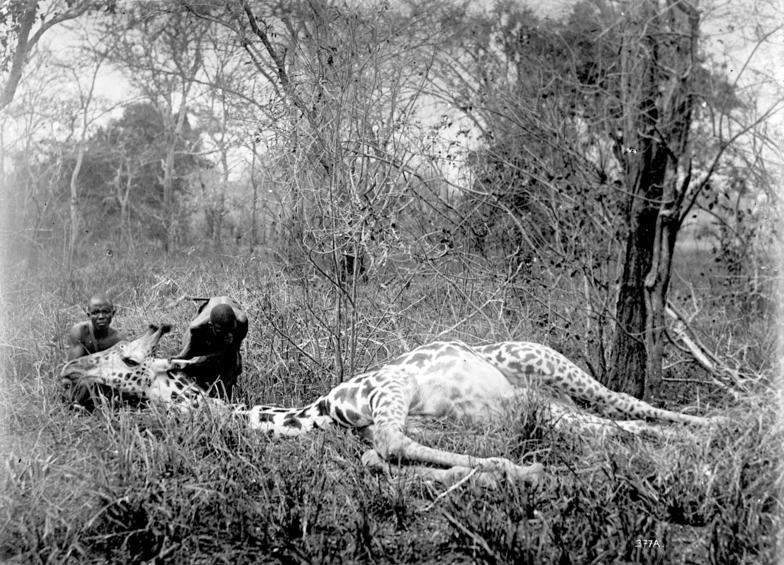
Dood exemplaar
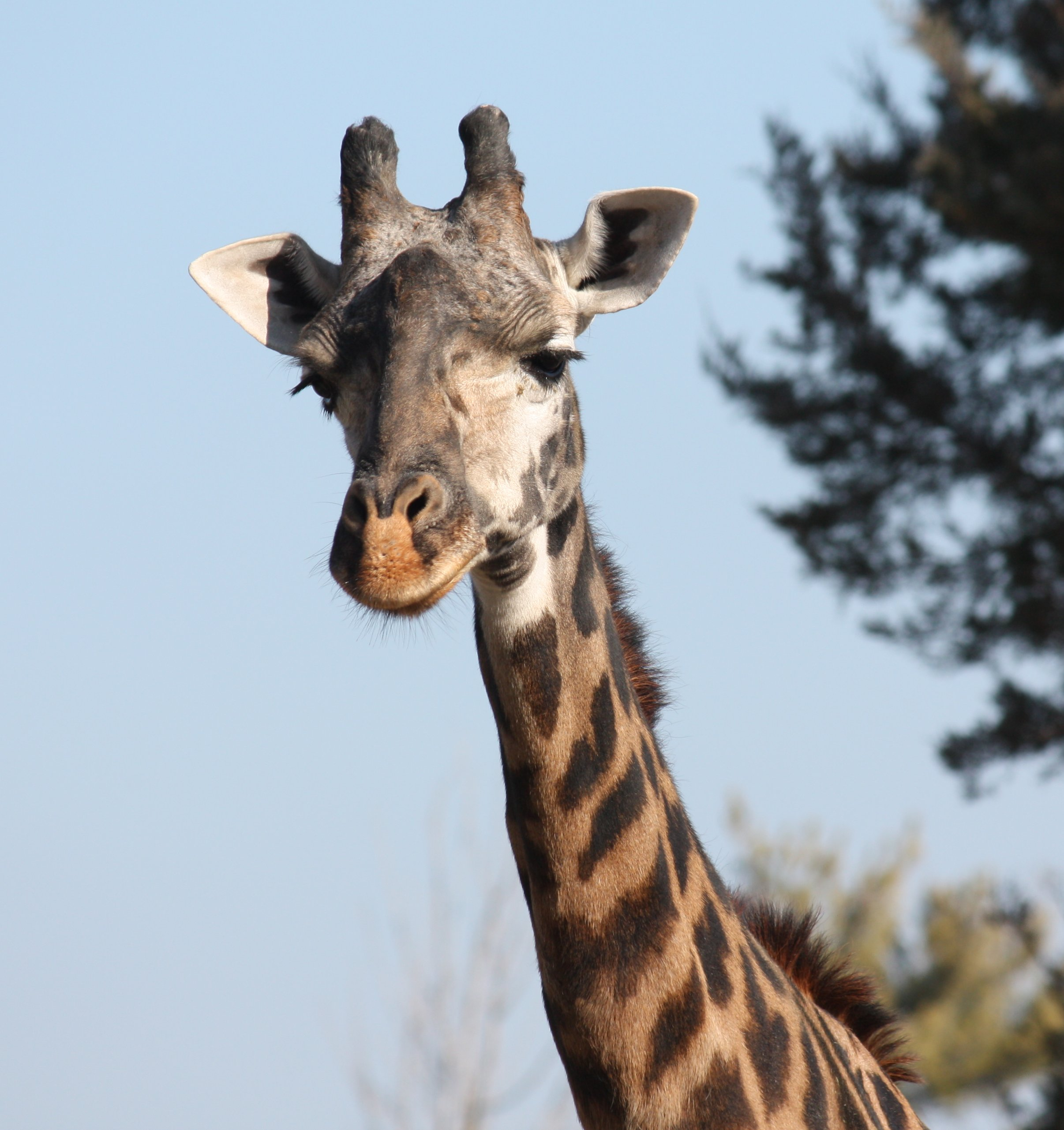
Kop van het dier
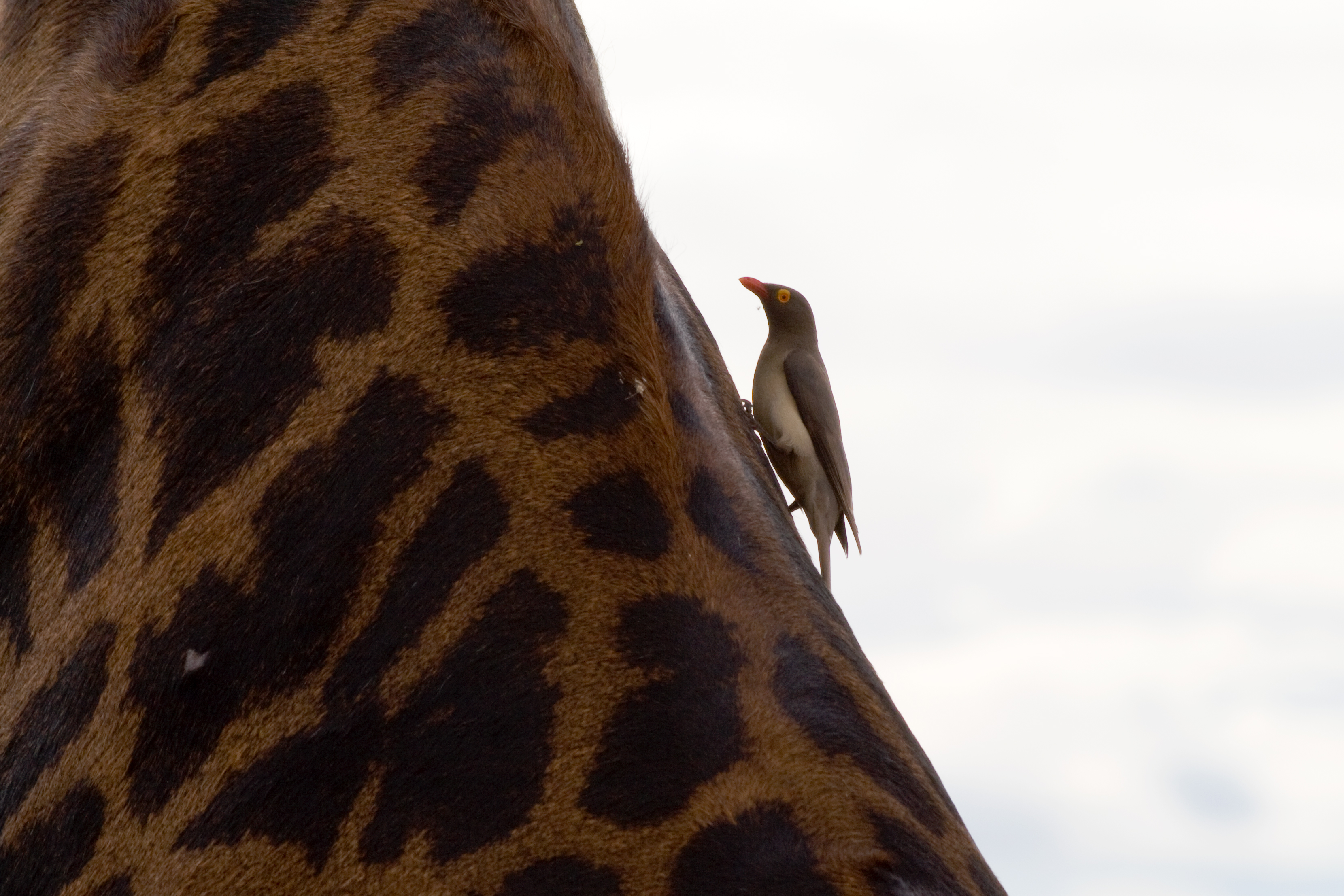
Roodsnavelossenpikker op een masaigiraf